# Charles Krauss
 (avril 2024).
Si vous disposez d'ouvrages ou d'articles de référence ou si vous connaissez des sites web de qualité traitant du thème abordé ici, merci de compléter l'article en donnant les références utiles à sa vérifiabilité et en les liant à la section « Notes et références ».
Pour les articles homonymes, voir Krauss.
Philippe Charles Kraus, dit Charles Krauss, né à Paris le 14 mars 1870 et mort le 19 octobre 1926 à Champcueil, est un acteur et réalisateur français du cinéma muet.

## Biographie
Charles Krauss est le fils de Jean Philippe Kraus, imprimeur sur étoffes, et de Aline Pamphile Derue, couturière. Certaines sources le disent frère ou cousin du comédien Henry Krauss. 
Il s’inscrit à l’école des Beaux-Arts et suit des cours de gravure. Beaucoup de ses œuvres sont présentées dans diverses expositions. 
Sa personnalité intéresse un impresario belge qui lui conseille de faire du théâtre. Krauss fait ses débuts à l’Alhambra de Bruxelles. Il joue des rôles important dans le répertoire classique tel que Hamlet, Ruy Blas ou le chevalier de Lagardère. Un peu plus tard, il entre dans la compagnie de Sarah Bernhardt qu'il accompagne, à la fois, dans des tournées américaines et parisiennes. 
À partir de 1909, Charles Krauss s'intéresse au cinéma. Il est engagé par la société de production des Films Éclair et en devient immédiatement un des acteurs les plus actifs, alternant les rôles principaux dans des films comme Beethoven, Eugénie Grandet, Don César de Bazan, César Birotteau, la Légende du juif errant ou Cavalleria rusticana, dirigé par Victorin Jasset ou par Émile Chautard dans la série des Nick Carter dans laquelle il incarne le policier à la poursuite de l'insaisissable Zigomar.
En 1913, après être apparu dans au moins cinquante films, il décide de passer de l’autre côté de la caméra avec des films comme le Corso rouge, Chéri-Bibi ou la Drogue maudite, obscures intrigues ennoblies cependant par la présence de son actrice favorite, Maryse Dauvray, qu'il épouse en 1918.
Démobilisé en 1918, la société Éclair lui offre la mise en scène d’un film qui, lorsqu’il est vu par Gustavo Lombardo qui se trouve à Paris pour choisir dans la production récente les films à acquérir pour la distribution en Italie, lui vaut un contrat, à lui et à Maryse Dauvray, pour un transfert à Naples dans les studios rénovés qui font face à la Villa Floridiana, sur la colline du Vomero. 
Engagés pour deux films, Krauss et Dauvray en réalisent beaucoup plus, donnant vie, dans le cadre du cinéma italien du début des années vingt, à une série de films très différents les uns des autres et complètement en dehors des canons avec lesquels s’élaborent presque en série les films nationaux de genre. Le premier, iintitulé L’artefice dell’amore, raconte l’histoire d’un célèbre chirurgien qui réussit à installer l’amour dans le cerveau de ses patients. Suit Il gatto nero, obscure intrigue autour d’un héritage convoité par plusieurs prétendants, avec un chat noir du nom de Lucifer qui apparaît dans les moments de tension extrême. Ces films, dans lesquels Krauss se met en scène et en assure la réalisation, souvent avec Maryse Dauvray, représentent une nouveauté par leur diversité et leur absolue différence par rapport à la production courante italienne. Ils sont très appréciés par le public. 
Charles Krauss meurt à Champcueil en 1926,,.
Il y est inhumé le 22 octobre 1926.

## Filmographie

### Comme réalisateur
- 1913 : La Drogue maudite, réalisateur
- 1913 : Trompe-la-Mort (Vautrin), réalisateur.
- 1914 : Les Aventures du capitaine Corcoran, réalisateur et scénariste, d'après l'œuvre d' Alfred Assollant
- 1914 : Le Corso rouge, réalisateur.
- 1914 : Les Premières Aventures de Chéri Bibi, d'après l'œuvre de Gaston Leroux, réalisateur.
- 1920 : Il gatto nero (Le chat noir), réalisateur, scénario et interprétation.
- 1920 : L’artefice dell’amore, acteur et réalisateur.
- 1920 : L’ultimo romanzo di Giorgio Belfiore, acteur et réalisateur.
- 1921 : Bolla di sapone (Bulle de savon), réalisateur, scénario et interprétation.
- 1921 : Li-Pao, mandarino (Li-Pao, Mandarin), réalisateur, scénario et interprétation.
- 1922 : La Fiamma sacra (La flamme sacrée), acteur et réalisateur.
- 1922 : Rivoluzione Dei Pescicani (La révolution des requins), acteur et réalisateur.
- 1922 : Un cuore un cervello ed un pugnale , acteur et réalisateur.
- 1923 : Casa mia donna mia, acteur et réalisateur.
- 1924 : La casa dello scandalo (connu aussi comme Mamma morta ou Una donna qualunque), réalisateur.
- 1925 : La maschera della femmina, acteur et réalisateur.

### Comme acteur

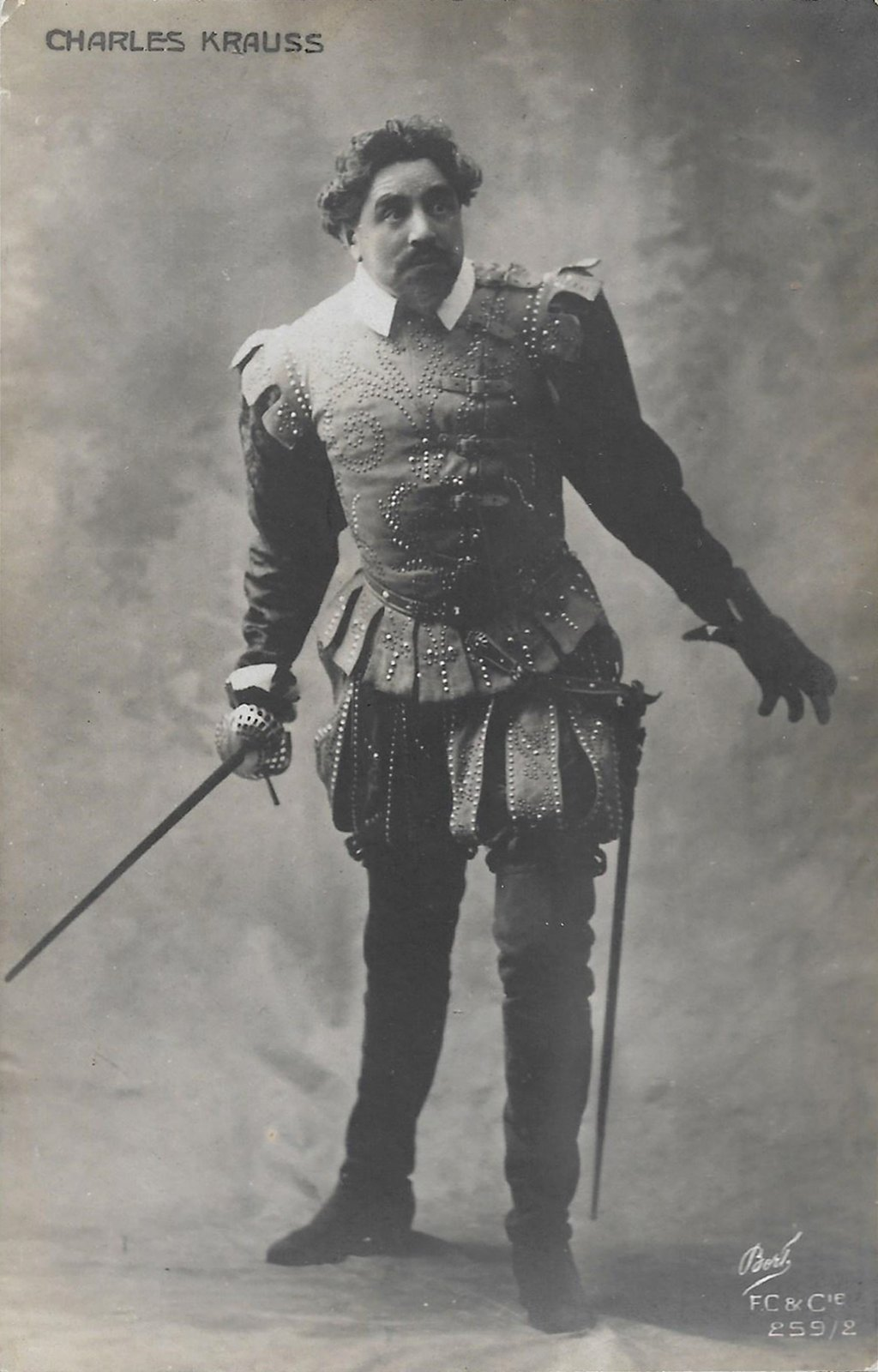
Charles Krauss, par Bert, F. C et Cie. (1870-1926)

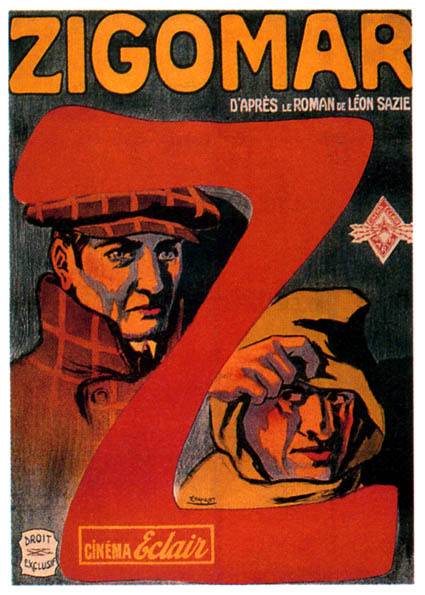
Zigomar, d'après le roman de Léon Sazie - affiche cinéma